# (18525) 1996 VO8
(18525) 1996 VO8 est un astéroïde de la ceinture principale d'astéroïdes découvert en 1996.

## Description
(18525) 1996 VO8 a été découvert le 7 novembre 1996 à Kushiro (Japon) par Seiji Ueda et Hiroshi Kaneda.

### Caractéristiques orbitales
L'orbite de cet astéroïde est caractérisée par un demi-grand axe de 2,37 UA, un périhélie de 1,93 UA, une excentricité de 0,19 et une inclinaison de 3,28° par rapport à l'écliptique. Du fait de ces caractéristiques, à savoir un demi-grand axe compris entre 2 et 3,2 UA et un périhélie supérieur à 1,666 UA, il est classé, selon la JPL Small-Body Database, comme objet de la ceinture principale d'astéroïdes.

### Caractéristiques physiques
(18525) 1996 VO8 a une magnitude absolue (H) de 14,6 et un albédo estimé à 0,197.